# IC 5168
IC 5168 ist eine Balken-Spiralgalaxie vom Hubble-Typ SBc im Sternbild Piscis Austrinus am Südsternhimmel. Sie ist schätzungsweise 219 Millionen Lichtjahre von der Milchstraße entfernt und hat einen Durchmesser von etwa 85.000 Lj.
Im selben Himmelsareal befindet sich u. a. die Galaxie NGC 7214.
Das Objekt wurde am 31. August 1897 von Lewis Swift entdeckt.